# VP9
VP9 is een vrije en opensourcecodec voor videobestanden in ontwikkeling door o.a. Google. Het is vrij van patenten en het is gebaseerd op de VP8-codec van Google en ontwikkeld door On2 Technologies. VP9 wordt vaak in combinatie met Opus audio gebruikt, bijvoorbeeld in WebRTC.

## Opvolger
De opvolger VP10 was in ontwikkeling, maar in 2016 opgegaan in een nieuw samenwerkingsverband; de Alliance for Open Media (AOMedia), in de codec AV1. In April 2016 kwam versie 0.1.0 van de AV1 codec uit. De verwachting is nu dat een eerste versie in het vierde kwartaal van 2017 uitgebracht gaat worden.